# Concept Car prodotte dalla Opel
Questo articolo presenta una lista in ordine cronologico delle concept car prodotte dalla casa automobilistica tedesca Opel.
| Anno | Nome                        | Luogo di presentazione                | Note                                      | Immagine |
| ---- | --------------------------- | ------------------------------------- | ----------------------------------------- | -------- |
| 1965 | Opel Experimental GT        | Salone dell'automobile di Francoforte |                                           |          |
| 1975 | Opel GT2                    | Salone dell'automobile di Francoforte |                                           |          |
| 1983 | Opel Junior                 | Salone dell'automobile di Francoforte | City car                                  |          |
| 1992 | Opel Twin                   | Salone dell'automobile di Ginevra     |                                           |          |
| 1996 | Opel Calibra Bertone Slalom |                                       |                                           |          |
| 2001 | Opel Frogster               | Salone dell'automobile di Francoforte |                                           |          |
| 2001 | Opel HydroGen3              |                                       |                                           |          |
| 2002 | Opel Eco Speedster          | Opel Test Center di Dudenhofen        |                                           |          |
| 2003 | Opel Insignia Concept       | Salone dell'automobile di Francoforte |                                           |          |
| 2004 | Opel Trixx                  | Salone dell'automobile di Ginevra     | City car con sedili posteriori gonfiabili |          |
| 2005 | Opel Antara GTC             | Salone dell'automobile di Francoforte |                                           |          |
| 2007 | Opel Flextreme              | Salone dell'automobile di Francoforte |                                           |          |
| 2007 | Opel GTC Concept            | Salone dell'automobile di Ginevra     |                                           |          |
| 2009 | Opel Ampera                 | Salone dell'automobile di Ginevra     |                                           |          |
| 2010 | Opel Flextreme GT/E         | Salone dell'automobile di Ginevra     |                                           |          |
| 2011 | Opel RAK e                  | Salone dell'automobile di Francoforte |                                           |          |
| 2013 | Opel Monza Concept          | Salone dell'automobile di Francoforte |                                           |          |